# 습지토끼
습지토끼(프랑스어: Sylvilagus palustris)는 작은 솜꼬리토끼의 일종이다. 미국 동부와 남부 해안 지역의 습지와 늪에서 발견된다. 헤엄을 잘 치며, 물 근처에서만 발견된다. 겉모습은 동부솜꼬리토끼와 비슷하지만, 귀와 다리 그리고 꼬리가 더 작다.

## 아종
- Sylvilagus palustris hefneri (휴 헤프너의 이름을 따서 명명)[3]
- Sylvilagus palustris paludicola
- Sylvilagus palustris palustris